# Stazione di Tamara-Saletta
La stazione di Tamara-Saletta fu una stazione ferroviaria posta lungo la ex linea ferroviaria Ferrara-Copparo, dismessa nel 1956. Serviva le località di Tamara e Saletta-Ca' Matte, frazioni del comune emiliano di Copparo.

## Storia
La stazione fu aperta nel 1903 dalla Società Veneta, come parte della linea Ferrara-Copparo e venne dismessa insieme alla linea nel 1956. L'edificio adibito a stazione è ancora presente, ora adibito ad abitazione civile.